# 傅生麟
傅生麟（1910年1月13日—1999年6月3日），男，山西汾西人，中华人民共和国政治人物，曾任中华人民共和国对外贸易部副部长。